# Loitershofen
Loitershofen ist ein Ortsteil der oberbayerischen Gemeinde Hattenhofen im Landkreis Fürstenfeldbruck. 

## Lage
Der Weiler liegt einen Kilometer südlich von Hattenhofen.